# Boubakary Soumaré
Boubakary Soumaré (Noisy-le-Sec, Isla de Francia, 27 de febrero de 1999) es un futbolista francés que juega en la demarcación de centrocampista para el Leicester City F. C. de la EFL Championship.

## Trayectoria
Tras empezar a formarse como futbolista en el París F. C. y en el París Saint-Germain durante once años, pasó a formar parte del segundo equipo. Ante la falta de oportunidades se marchó traspasado al Lille O. S. C., donde tras un breve paso por el segundo equipo subió al primer equipo. Su debut con el equipo se produjo el 25 de octubre de 2017 en un partido de la Copa de la Liga de Francia contra el Valenciennes FC. Al mes siguiente debutó en liga, el 5 de noviembre de 2017 contra el F. C. Metz.
El 2 de julio de 2021, tras haber ganado la Ligue 1 en la anterior temporada, fichó por el Leicester City F. C. firmando un contrato de cinco años de duración. En el segundo de ellos el equipo descendió a la EFL Championship, por lo que optó por marcharse y el 1 de septiembre de 2023 fue cedido al Sevilla F. C.

## Estadísticas

### Clubes
Actualizado al último partido disputado el 25 de mayo de 2025.
| Club                            | Div.          | Temporada     | Liga  | Liga  | Copas nacionales | Copas nacionales | Copas internacionales | Copas internacionales | Total | Total |
| Club                            | Div.          | Temporada     | Part. | Goles | Part.            | Goles            | Part.                 | Goles                 | Part. | Goles |
| ------------------------------- | ------------- | ------------- | ----- | ----- | ---------------- | ---------------- | --------------------- | --------------------- | ----- | ----- |
| Paris Saint-Germain II Francia  | 4.ª           | 2016-17       | 8     | 0     | ―                | ―                | ―                     | ―                     | 8     | 0     |
| Paris Saint-Germain II Francia  | Total club    | Total club    | 8     | 0     | 0                | 0                | 0                     | 0                     | 8     | 0     |
| Lille O. S. C. II Francia       | 4.ª           | 2017-18       | 4     | 1     | ―                | ―                | ―                     | ―                     | 4     | 1     |
| Lille O. S. C. II Francia       | 4.ª           | 2018-19       | 4     | 0     | ―                | ―                | ―                     | ―                     | 4     | 0     |
| Lille O. S. C. II Francia       | Total club    | Total club    | 8     | 1     | 0                | 0                | 0                     | 0                     | 8     | 1     |
| Lille O. S. C. Francia          | 1.ª           | 2017-18       | 14    | 0     | 3                | 0                | ―                     | ―                     | 17    | 0     |
| Lille O. S. C. Francia          | 1.ª           | 2018-19       | 18    | 1     | 4                | 0                | ―                     | ―                     | 22    | 1     |
| Lille O. S. C. Francia          | 1.ª           | 2019-20       | 20    | 0     | 4                | 0                | 6                     | 0                     | 30    | 0     |
| Lille O. S. C. Francia          | 1.ª           | 2020-21       | 32    | 0     | 3                | 0                | 8                     | 0                     | 43    | 0     |
| Lille O. S. C. Francia          | Total club    | Total club    | 84    | 1     | 14               | 0                | 14                    | 0                     | 112   | 1     |
| Leicester City F. C. Inglaterra | 1.ª           | 2021-22       | 19    | 0     | 3                | 0                | 8                     | 0                     | 30    | 0     |
| Leicester City F. C. Inglaterra | 1.ª           | 2022-23       | 26    | 0     | 3                | 0                | ―                     | ―                     | 29    | 0     |
| Sevilla F. C. · España          | 1.ª           | 2023-24       | 27    | 0     | 2                | 0                | 4                     | 0                     | 33    | 0     |
| Sevilla F. C. · España          | Total club    | Total club    | 27    | 0     | 2                | 0                | 4                     | 0                     | 33    | 0     |
| Leicester City F. C. Inglaterra | 1.ª           | 2024-25       | 31    | 0     | 4                | 0                | —                     | —                     | 35    | 0     |
| Leicester City F. C. Inglaterra | Total club    | Total club    | 76    | 0     | 10               | 0                | 8                     | 0                     | 94    | 0     |
| Total carrera                   | Total carrera | Total carrera | 203   | 2     | 26               | 0                | 26                    | 0                     | 255   | 2     |

## Palmarés

### Títulos nacionales
| Título           | Club                 | País       | Año     |
| ---------------- | -------------------- | ---------- | ------- |
| Ligue 1          | Lille O. S. C.       | Francia    | 2020-21 |
| Community Shield | Leicester City F. C. | Inglaterra | 2021    |